# Cestrum stuebelii
Cestrum stuebelii är en potatisväxtart som beskrevs av Georg Hans Emmo Emo Wolfgang Hieronymus och Francey. Cestrum stuebelii ingår i släktet Cestrum och familjen potatisväxter. Inga underarter finns listade i Catalogue of Life.